# There Goes My Heart
There Goes My Heart is een Amerikaanse filmkomedie uit 1938 onder regie van Norman Z. McLeod. Destijds werd de film in Nederland uitgebracht onder de titel De millioenenbruid.

## Verhaal
Joan Butterfield is de kleindochter van de rijke Cyrus Butterfield. Ze loopt weg van haar overbezorgde grootvader en komt zonder een rode duit terecht in de straten van New York. Ze maakt er kennis met het winkelmeisje Peggy O'Brien. Zij ontfermt zich over Joan en regelt voor haar een baantje bij een winkel uit de keten van haar grootvader. De verslaggever Bill Spencer is op de hoogte van haar ware identiteit.

## Rolverdeling
- Fredric March: Bill Spencer
- Virginia Bruce: Joan Butterfield
- Patsy Kelly: Peggy O'Brien
- Alan Mowbray: Pennypepper E. Pennypepper
- Nancy Carroll: Dorothy Moore
- Eugene Pallette: Mijnheer Stevens
- Claude Gillingwater: Cyrus Butterfield
- Arthur Lake: Flash Fisher
- Etienne Girardot: Hinkley
- Robert Armstrong: Inspecteur O'Brien
- Irving Bacon: Mijnheer Dobbs
- Irving Pichel: Mijnheer Gorman
- Syd Saylor: Robinson
- J. Farrell MacDonald: Agent